# Elizabeth Chase Allen
Elisabeth Chase Allen (ur. 9 października 1832, Strong, zm. 7 sierpnia 1911, Tuckahoe) – poetka amerykańska.

## Życiorys
Urodziła się w stanie Maine. Dorastała w Farmington, gdzie uczęszczała do tamtejszej Farmington Academy. Pisać zaczęła w wieku piętnastu lat. Używała wtedy pseudonimu Florence Percy. Była trzykrotnie zamężna. W 1851 roku poślubiła Marshalla S.M. Taylora, ale ten związek po kilku zaledwie latach zakończył się rozwodem. W 1860 roku wyszła za rzeźbiarza Paula Akersa z jej rodzinnego stanu Maine, którego poznała w Rzymie w czasie podróży po Europie. Po roku małżeństwa Paul Akers zmarł. W 1865 roku owdowiała poetka po raz trzeci zdecydowała się na ślub z Elijahem M. Allenem. Poetka utrzymywała się z pracy dziennikarskiej. W czasie wspomnianego wyjazdu do Europy była korespondentką „Portland Transcript” i „Boston Evening Gazette”. Od 1858 roku współpracowała też z „Atlantic Monthly”.

## Twórczość
W 1855 roku poetka (jako Florence Percy) opublikowała debiutancki tomik Forest Buds. Później wydała jeszcze kilka innych zbiorów poezji.
- Forest Buds from the Woods of Maine (1855)
- Poems (1866–1869)
- Queen Catharine's Rose (1885)
- The Silver Bridge, and Other Poems (1885)
- Two Saints (1888)
- The High-Top Sweeting, and Other Poems (1891)
- The Proud Lady of Stavoven (1897)
- The Ballad of the Bronx (1901)
- The Sunset Song, and Other Verses (1902)

Jej najbardziej znanym utworem jest wiersz Rock Me to Sleep, Mother (Matko, ukołysz mnie do snu) z 1859 roku. Utwór ten stał się popularny jako piosenka w latach wojny secesyjnej.